# Titus Ozon
Titus Ozon (* 13. Mai 1927 in Bukarest; † 24. November 1996) war ein rumänischer Fußballspieler und -trainer. Er bestritt 270 Spiele in der höchsten rumänischen Fußballliga, der Divizia A, und wurde zweimal rumänischer Torschützenkönig. Außerdem nahm er an den Olympischen Spielen 1952 teil.

## Karriere als Spieler
Titus Ozon begann seine Karriere in seiner Heimatstadt Bukarest bei Unirea Tricolor. Dort rückte er zwar im Jahr 1944 in die erste Mannschaft auf, kam aber aufgrund der kriegsbedingten Unterbrechung des Spielbetriebs erst am 26. Oktober 1947 zu seinem ersten Einsatz in der höchsten Spielklasse, der Divizia A. Als im Mai 1948 Unirea Tricolor mit dem Lokalrivalen Ciocanul Bukarest zu Dinamo Bukarest zusammengeschlossen wurde, kam er in den Kader der ersten Mannschaft von Dinamo.
Bei Dinamo wurde Ozon war zum Stammspieler, wechselte aber zu Beginn der Saison 1951 zum Ligakonkurrenten Dinamo Orașul Stalin, der aus der zweiten Mannschaft von Dinamo hervorgegangen war. Nach nur einem Jahr kehrte er zu Dinamo zurück und erlebte in den Jahren 1952 und 1953 die erfolgreichsten Spielzeiten seiner Karriere, als er neben der Vizemeisterschaft auch der erfolgreichste Torjäger der Divizia A wurde.
Im Jahr 1954 wollte Ozon Dinamo verlassen, da er mit den Machenschaften des Vereins nicht einverstanden war. Daraufhin wurde er von der Geheimpolizei Securitate ins Donaudelta verschleppt und gefangen gehalten. Eines Nachts konnte er fliehen und kehrte nach Bukarest zurück. In der Hauptstadt angekommen schloss er sich dem Lokalrivalen Progresul an, der gerade ins Oberhaus aufgestiegen war.
Bei Progresul konnte er seine Torgefährlichkeit zunächst ebenfalls unter Beweis stellen, kam aber ab 1957 nicht mehr regelmäßig zum Einsatz.
Während eines Turniers in Griechenland holten ihn die Ereignisse aus dem Jahr 1954 ein. Ozon wurde gesperrt und erst wieder begnadigt, als er versprach künftig für Rapid Bukarest, den Klub des rumänischen Präsidenten Gheorghe Gheorghiu-Dej, zu spielen. Nach sechs wechselhaften Jahren beendete er dort im Jahr 1964 seine Karriere. In den Jahren 1961 und 1962 konnte er dabei mit Rapid ins Pokalfinale einziehen.

## Nationalmannschaft
Ozon kam zwischen 1952 und 1962 zu 22 Einsätzen in der rumänischen Fußballnationalmannschaft, bei denen er sieben Tore erzielte. Seinen ersten Einsatz hatte er am 11. Mai 1952 gegen die Tschechoslowakei, als er gegen Ende der Begegnung eingewechselt wurde und zum 3:1-Endstand traf. Im selben Jahr gehörte Ozon dem Kader für das Fußballturnier der Olympischen Spiele in Helsinki an, wo er im Spiel gegen den späteren Olympiasieger Ungarn zum Einsatz kam.
Im Herbst 1962 kehrte Ozon nach fünfjähriger Abwesenheit für drei Spiele in die Nationalmannschaft zurück und war deren Spielführer.

## Karriere als Trainer
Nach dem Ende seiner aktiven Laufbahn arbeitete Ozon als Trainer. Von 1964 bis 1968 betreute er seinen ehemaligen Verein Progresul Bukarest, mit dem er nach dem Abstieg 1965 den sofortigen Wiederaufstieg schaffte. Anschließend übernahm er den Ligakonkurrenten Jiul Petroșani, mit dem er zweimal die Qualifikation zum Europapokal knapp verpasste.
Nach einem kurzen Engagement bei Argeș Pitești im Jahr 1971 übernahm Ozon im Jahr 1972 die libysche Nationalmannschaft. Zwei Jahre später trennten sich die Wege und er kehrte nach Rumänien zurück, wo er erneut Jiul Petroșani betreute. Nach weiteren Stationen bei FC Brăila (Divizia B, Aufstieg knapp verpasst), Pandurii Târgu Jiu (Divizia C, Aufstieg), Azotul Slobozia (Divizia C) und Șoimii Sibiu (Divizia B) beendete er im Jahr 1979 seine Trainerkarriere.

## Erfolge

### Als Spieler
- Teilnehmer an Olympischen Spielen: 1952
- Rumänischer Vizemeister: 1952, 1953
- Rumänischer Pokalfinalist: 1954, 1958, 1961, 1962
- Rumänischer Torschützenkönig: 1952, 1953

### Als Trainer
- Aufstieg in die Divizia A: 1966
- Aufstieg in die Divizia B: 1977

## Sonstiges
Nachdem sich Titus 1980 aus dem Fußballgeschäft zurückgezogen hatte, ging er einer Arbeit in der Industrie nach.